# Méthodes d'enseignement par interpolation et par extrapolation
La résolution d'un problème, que ce soit dans le cadre scolaire ou dans le cadre professionnel, se fait classiquement de deux manières : par extrapolation (démarche déductive) ou par interpolation (démarche inductive), les deux n'étant pas exclusives. On retrouve logiquement ces deux méthodes dans l'enseignement.
Toutefois, un enseignement est rarement intégralement par extrapolation ou interpolation, mais mêle en général les deux, les méthodes ne sont pas exclusives.

## Méthode par extrapolation
Dans les méthodes par extrapolation, le savoir est découpé en éléments, et l'on enseigne les règles d'utilisation de ces éléments. Lorsqu'il rencontre une situation nouvelle, l'apprenant met en œuvre les règles apprises.
L'apprenant acquiert un savoir et ce savoir est extrapolé aux situations nouvelles.
Cette méthode est la méthode majoritairement utilisée jusqu'au milieu du XXe siècle.
Exemples
- la méthode syllabique pour l'enseignement de la lecture : l'élève apprend l'alphabet, puis les règles d'association des lettres (« B-A → BA »), et utilise ces règles pour déchiffrer un mot ;
- en médecine, on enseigne les organes, leurs fonctions et interactions, leurs dysfonctionnements et les symptômes associés…

## Méthode par interpolation
Dans les méthodes par interpolation, l'apprenant voit des « cas d'école », des formes qu'il doit dans un premier temps reproduire, puis qui constituent une « boîte à outils », et lorsqu'il rencontre une situation nouvelle (phrase qu'il n'a encore jamais lue), il pioche dans cette boîte à outils.
L'apprenant acquiert un savoir, et lorsqu'il rencontre une situation nouvelle, il décompose cette situation pour retrouver ces cas d'école, il fait une interpolation de son savoir (la situation se trouve entre les cas d'école) par analogie.
Exemples
- la méthode globale pour l'apprentissage de la lecture : les lettres sont appris dans des contextes (les mots), les mots sont appris dans des contextes (les phrases) ;
- l'enseignement des premiers secours : s'agissant de formations « grand public », les apprenant n'ont pas un socle de connaissance permettant une étude du fonctionnement du corps et une analyse des problèmes rencontrés ; l'enseignement se fait par des mises en situation (cas concrets), et dans le cas réel, le stagiaire doit s'attacher à retrouver les cas d'école pour les reproduire ;
- l'enseignement des kata en arts martiaux japonais.